# Bolivia ai Giochi della XVIII Olimpiade
La Bolivia partecipò ai Giochi della XVIII Olimpiade, svoltisi a Tokyo dal 10 al 24 ottobre 1964, con una delegazione composta da un solo atleta, il canoista Fernando Inchauste.
Fu la seconda partecipazione di questo paese ai Giochi estivi, dopo Berlino 1936. Non fu conquistata nessuna medaglia.